# Озинки
Озинки (на руски: Озинки) е селище от градски тип в Русия, административен център на Озински район, Саратовска област. Населението му към 1 януари 2018 година е 8571 души.